# Ennomos schultzi
Ennomos schultzi là một loài bướm đêm trong họ Geometridae.